# Філліпсбург (Міссурі)
Філліпсбург (англ. Phillipsburg) — селище (англ. village) в США, в окрузі Лаклід штату Міссурі. Населення — 164 особи (2020).

## Географія
Філліпсбург розташований за координатами 37°33′9″ пн. ш. 92°47′22″ зх. д. / 37.55250° пн. ш. 92.78944° зх. д. (37.552588, -92.789458).  За даними Бюро перепису населення США в 2010 році селище мало площу 2,07 км², з яких 2,07 км² — суходіл та 0,00 км² — водойми.

## Демографія
Згідно з переписом 2010 року, у селищі мешкали 202 особи в 72 домогосподарствах у складі 53 родин. Густота населення становила 98 осіб/км².  Було 82 помешкання (40/км²).
Расовий склад населення:
| - 99,0 % — білих |

До двох чи більше рас належало 1,0 %. Частка іспаномовних становила 0,5 % від усіх жителів.
За віковим діапазоном населення розподілялося таким чином: 34,2 % — особи молодші 18 років, 55,4 % — особи у віці 18—64 років, 10,4 % — особи у віці 65 років та старші. Медіана віку мешканця становила 31,8 року. На 100 осіб жіночої статі у селищі припадало 82,0 чоловіків;  на 100 жінок у віці від 18 років та старших — 92,8 чоловіків також старших 18 років.
Середній дохід на одне домашнє господарство  становив 38 456 доларів США (медіана — 32 250), а середній дохід на одну сім'ю — 40 823 долари (медіана — 34 000). За межею бідності перебувало 15,0 % осіб, у тому числі 42,9 % дітей у віці до 18 років та 8,0 % осіб у віці 65 років та старших.
Цивільне працевлаштоване населення становило 54 особи. Основні галузі зайнятості: роздрібна торгівля — 33,3 %, виробництво — 33,3 %, мистецтво, розваги та відпочинок — 16,7 %, будівництво — 11,1 %.